# Dionüszosz kertjében
A Dionüszosz kertjében (În curte la Dionis) egy 1968-ban megjelent novelláskötet Mircea Eliade tollából. A kötet eredeti kiadása óta több újrakiadást is megélt, és a szerző olyan témájú novellát válogatja össze, melyek valamilyen szinten kapcsolódnak a fantasztikus irodalomhoz.
Magyar nyelven 2013-ban jelent meg a Metropolis Media kiadásában. A kötet fordítója Joó Attila.

## Tartalom
- Tábornoki egyenruhák
- Rangrejtve Buchenwaldban
- A pelerin
- A három nővér
- Hamis ifjúkor
- Dionüszosz kertjében
- Az árkok
- Iván

## Magyarul
- Dionüszosz kertjében; ford. Joó Attila; Metropolis Media, Bp., 2013. ISBN 978 615 5158 30 8